# Tannu Urianjái
Tannu Urianjái (Chino Tradicional: 唐努烏梁海; Chino Simplificado: 唐努乌梁海; Hanyu Pinyin: Tángnǔ Wūliáng Hǎi) era una región histórica del Imperio mongol (y su principal sucesora, la dinastía Yuan) y, más tarde, la dinastía Qing. El territorio de Tannu Uriankhai corresponde en gran medida a la actual República de Tuvá de la Federación de Rusia, áreas vecinas de Rusia y una pequeña parte del moderno estado de Mongolia. Durante la época de la China imperial fue una parte de la provincia de Mongolia Exterior, y desde 1912 de la Región de Mongolia de la República de China.
Cuando Mongolia Exterior se separó de la República de China bajo el Partido Nacionalista Chino (Kuomintang) y estableció la República Popular de Mongolia, la región de Tannu Urianjái se convirtió en un estado socialista independiente, la República Popular de Tannu Tuvá, que fue anexionada por la Unión Soviética en 1944.
Hoy en día, los reinos de Tuvá corresponden en gran parte a la República de Tuvá de la Federación de Rusia, con la restante separación en el estado moderno de Mongolia y el resto de Rusia. La soberanía sobre el área no ha sido renunciada oficialmente por la República de China, con base en Taiwán desde 1949.

## Historia
Con la caída de la dinastía Yuan en China (1279-1368), Tannu Urianjái fue controlado por los oirates (mongoles occidentales, también conocidos como zungaros)[cita requerida] hasta finales del siglo XVI y principios del XVII. A partir de entonces, la historia de Mongolia occidental, y por extensión de Tannu Urianjái (más como espectador que como participante), es una historia de las complejas relaciones militares entre el Kanato altan (tribu Khotogoit) y los oirotes, ambos compitiendo por la supremacía en Mongolia occidental.
La dinastía Qing estableció su dominio sobre Mongolia como resultado de intervenir en una guerra entre los oirotes y los khalkhas, la tribu dominante en la mitad oriental de Mongolia. En 1691, el emperador Kangxi aceptó la sumisión de los khalkhas en Dolon Nor, en Mongolia Interior, y luego dirigió personalmente un ejército a Mongolia y derrotó a los oirots cerca de Ulán Bator (la capital de la actual Mongolia) en 1696.